# 리처드 S. 웨스트폴
리처드 S. 웨스트폴(Richard S. Westfall. 1924년 4월 22일 ~ 1996년 8월 21일 )은 미국의 전기작가이자 과학사학자였다. 웨스트폴은 아이작 뉴턴의 전기로 가장 유명하며, 17세기의 과학 혁명에 대한 연구로도 잘 알려져 있다.